# Oscar Seifert

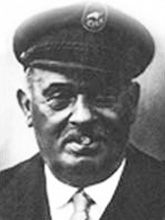
Oscar Seifert

Oscar Seifert (* 11. März 1861 in Neuschönefeld; † 25. Dezember 1932 in Leipzig) war ein deutscher Schausteller, fliegender Händler und Leipziger Original.

## Leben
Oscar Seifert wurde 1861 in Neuschönefeld, das 1890 ein Stadtteil von Leipzig wurde, geboren. Er verlor früh seine Eltern durch die Cholera und wuchs bei Pflegeeltern auf. Durch seinen Wortwitz als fliegender Händler wurde er als Seiferts Oscar zu einem Leipziger Original. Oscar Seifert erwarb gegen Ende seines Lebens ein Karussell mit sechs Autos, angetrieben mit einem Elektromotor, das auf der Leipziger Kleinmesse eine Attraktion als „Seiferts Oscars Pracht-Auto-Corso“ war.
Mit seinen sieben Kindern wohnte er in der Leipziger Elisenstraße 83 (der heutigen Bernhard-Göring-Straße), einige seiner Kinder und Enkel haben bis nach der Wende ebenfalls im Schaustellergewerbe gearbeitet. Die Familientradition wurde mit der Weitergabe des Vornamens Oscar weitergeführt.
Zurzeit tragen ein Urenkel und ein Ururenkel diesen Namen weiter. Seifert Oscars Grab befindet sich auf dem Leipziger Südfriedhof.

Seiferts Oscar in Aktion
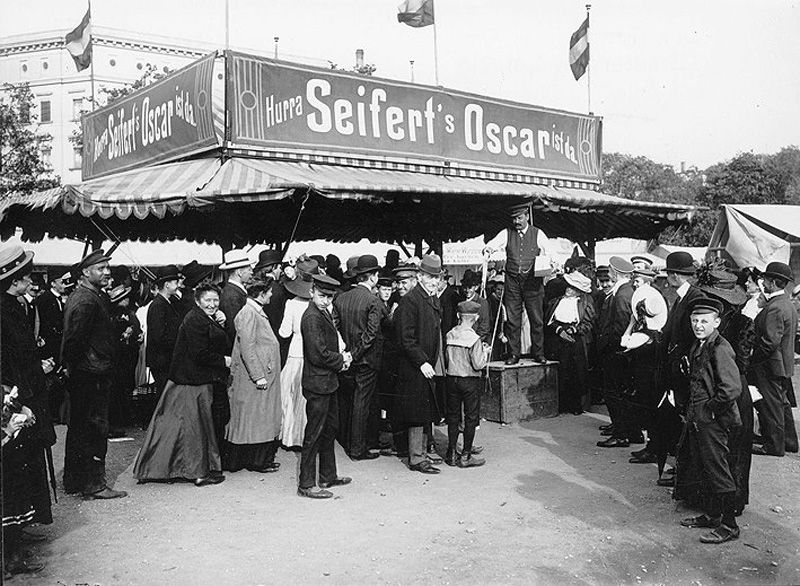
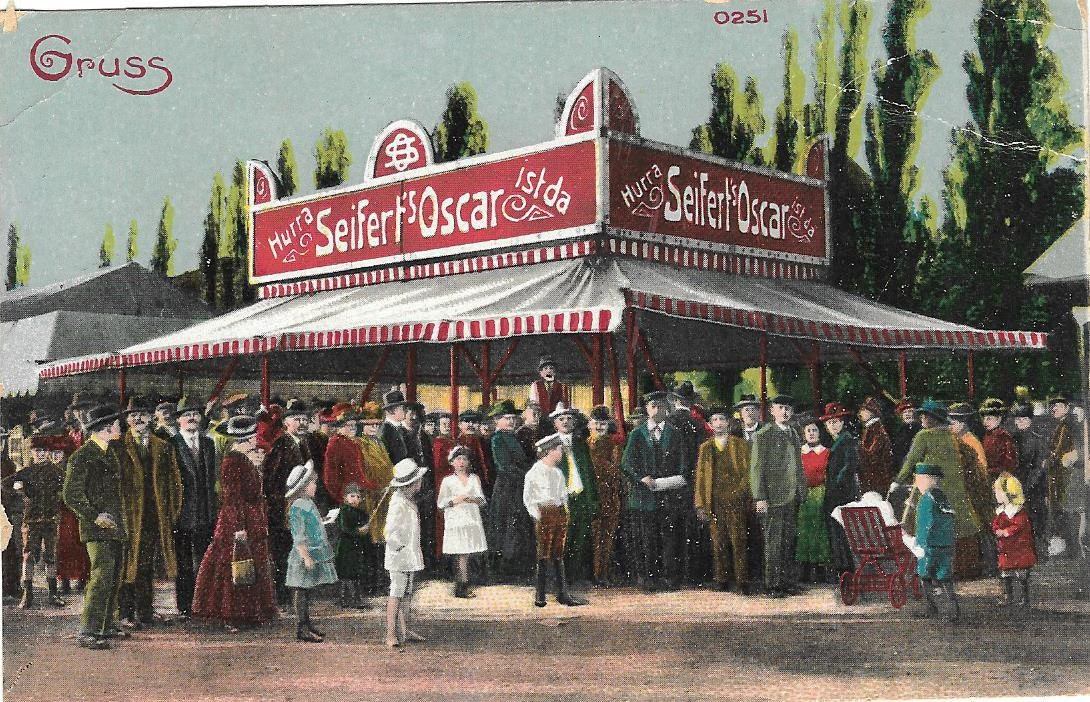

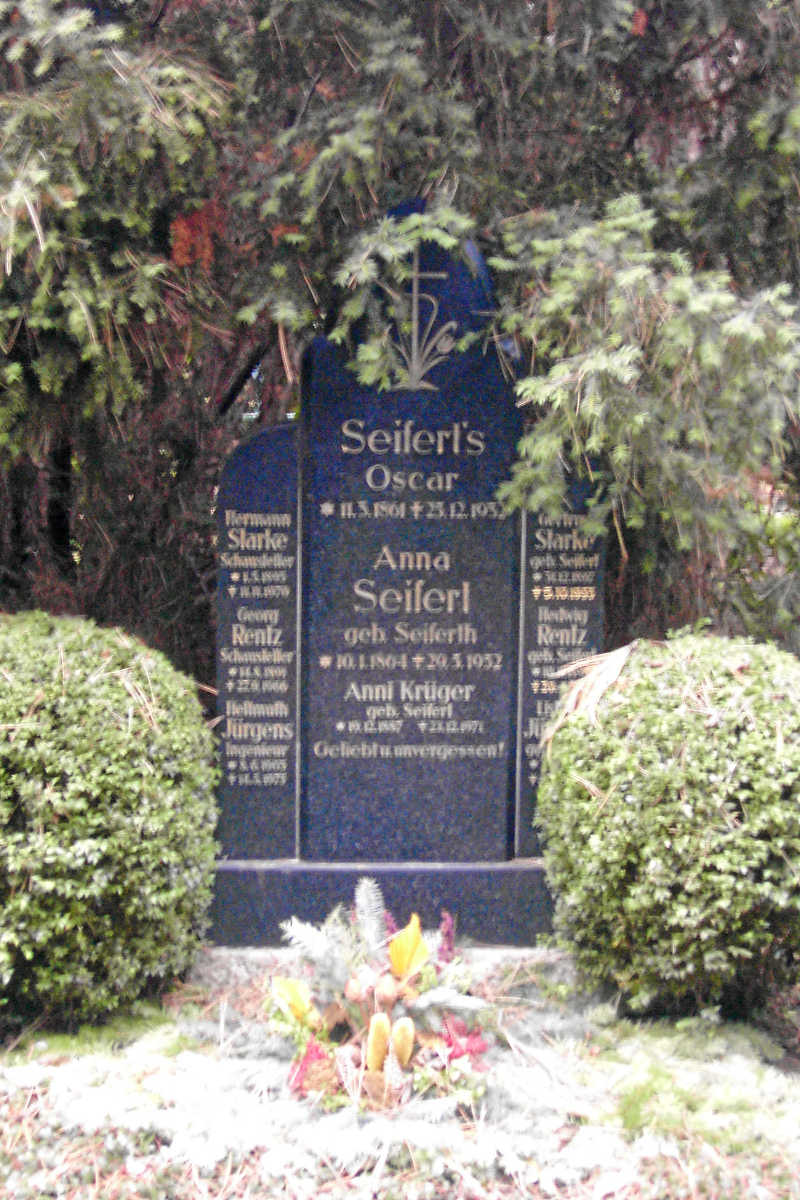
Grab von Seiferts Oscar, Leipzig Südfriedhof

Ein Straßenbahnzug der Leipziger Verkehrsbetriebe trägt heute seinen Namen.

## Sprüche
- „Gindersch, gooft Gämme, ’s gomm laus'sche Zeiden!“ („Kinder, kauft Kämme, es kommen lausige Zeiten!“)
- Der Leipziger Mundartdichter Edwin Bormann (1851–1912) schildert eine Begegnung mit Seiferts Oscar:

„... Ein dichter Menschenknäuel von einigen hundert Köpfen, meist Männern und Knaben, umsteht einen plantuchüberspannten Verkaufsstand. In der Mitte fahren ein paar weiße Hemdärmel in der Luft herum, und man hört von weitem eine laute, etwas heisere Ausruferstimme, bisweilen von Gelächter der Menge unterbrochen. Ein Gelächter, das allerdings stets auf ein Minimum von Zeit beschränkt wird, denn keiner will sich von der in die Lüfte gebrülltem Weisheit, die nun kommen soll, etwas entgehen lassen. ‚Hier habterr sechs feine Daschendiecher!’ ruft Seiferts Oscar, der Mann in Hemdsärmeln, der den weichen Filzhut schief aufs Ohr gedrückt hat. ‚Na was nehm’ mer denn nu? – Hier diese ff. Harmonega!’ Er nimmt eine Mundharmonika und spielt einige Takte: Ei du lieber Augustin. ‚Eißerschder Fawrikpreis anderthalwe Mark. Ich lasse se eich fer fuffzig Fenge, fer dreissig! Der selige Mendelssohn, wenn er’sch erlebd hädde, wärde misch derum beneidn. Un Richard Wagner hädde mit so enner Harmonega de Niwelungen noch emal so schnell und so scheene zu Wege gebrachd! Niemand? Ei fui Deifel – in der großen Musiekstadt Leipzig niemand: Heide is awer ooch gar nischt mit eich! Fimfmalhunderttausende Menschen um de Bude ’rum, un nich emal mausen duht eenr, dass mer was los wärde!’“